# Empoderamento (administração)
Empoderamento, ou delegação de autoridade, é uma abordagem a projetos de trabalho que se baseia na delegação de poderes de decisão, autonomia e participação dos funcionários na administração das empresas. Analisa-se o desenvolvimento, ou grau de maturidade, do empoderamento na organização avaliando o estágio evolutivo em que se encontram as áreas de gestão, as configurações organizacionais, as estratégias competitivas, a gestão de recursos humanos e a qualidade. 
O empowerment é ainda uma técnica de gestão
baseada na descentralização de poder e autonomia de tomada de decisões, que
visa maior participação da equipe em atividades organizacionais. 
Para Chiavenato, o empowerment ou
empoderamento, é uma ação que permite melhorar a qualidade e a produtividade
dos colaboradores, fazendo com que o resultado do serviço prestado seja
satisfatoriamente melhor. Estas melhorias acontecem através de delegação de
autoridade e de responsabilidade, fomentando a colaboração sistêmica entre
diferentes níveis hierárquicos e a propagação de confiança entre os liderados e
os líderes.

## Século XX
A palavra empowerment foi utilizada pela primeira vez por uma professora de
Gestão na Harvard, a socióloga Rosabeth Moss Kanter, que nasceu em 1943. Doutorada
na University of Michigan, Kanter defende que a empresa atual deve ter um modelo com menos níveis de gestão e ser
magra, mas com força de um elefante e agilidade de um bailarino atlético.
Apesar de o conceito empowerment ser relativamente nova,
referida por Kanter em um de seus artigos publicados em 1990 pela Harvard Business
Review, alguns dos princípios que fazem parte desta tecnologia de gestão já eram
anteriormente utilizados ao redor do mundo por nomes conhecidos do campo de
estudos administrativos.
Alfred P. Sloan (1875-1966) foi um
destacado presidente da companhia americana General Motors, que ocupou este
cargo durante 23 anos, de 1923 a 1946. Em seu comando já se utilizava de
algumas práticas modernas que hoje englobam o empowerment.
A empresa japonesa Toyota Motor
Corporation, também já agregava alguns dos princípios do empowerment em suas práticas de gestão a partir da segunda metade
do século XX.

## Definição
O empoderamento parte da ideia de dar às pessoas o poder, a liberdade e a informação que lhes permitem tomar decisões e participar ativamente da organização. A utilização de equipes autodirigidas e a adoção de sistemas orgânicos de administração e culturas participativas e abertas nas organizações significam que estas estão tentando difundir e compartilhar o poder com todos os seus membros, abrindo mão do controle centralizado, e isto parece ser a solução viável que promove rapidez, flexibilidade e capacidade de decisão da organização.
O empoderamento se assenta em quatro bases principais:
1. Poder – dar poder às pessoas, delegando autoridade e responsabilidade em todos os níveis da organização. Isso significa dar importância e confiar nas pessoas, dar-lhes liberdade e autonomia de ação.
2. Motivação – proporcionar motivação às pessoas para incentivá-las continuamente. Isso significa reconhecer o bom desempenho, recompensar os resultados, permitir que as pessoas participem dos resultados de seu trabalho e festejem o alcance das metas.
3. Desenvolvimento – dar recursos às pessoas em termos de capacitação e desenvolvimento pessoal e profissional. Isso significa treinar continuamente, proporcionar informações e conhecimento, ensinar continuamente novas técnicas, criar e desenvolver talentos na organização.
4. Liderança - proporcionar liderança na organização. Isso significa orientar as pessoas, definir objetivos e metas, abrir novos horizontes, avaliar o desempenho e proporcionar retroação.

O empoderamento não é algo fixo, mas funciona em um continuum que vai desde um
baixo até um elevado grau de delegação de poder. Quando esse grau é elevado, estamos diante
de equipes de alto desempenho graças à excelência da sua dinâmica e aos resultados proporcionados.
O conceito tem por objetivo capacitar as pessoas para os processos decisórios Para que uma instituição seja capaz de usar essa tecnologia é necessário ter as seguintes premissas pré-definidas:
- Competência e experiência – Pessoas com experiências e competências engajadas sobre disseminar a tecnologia;
- Informações necessárias – Compartilhar entre as pessoas envolvidas no processo;
- Recompensa adequada – Comprometimento da instituição com os colaboradores;
- Conhecimento da missão – Ter a missão da instituição bem definida entre os colaboradores;
- Tolerância a erros – Tolerar falhas em formas de decisões e planos de contingências;

## Principais fatos históricos
Apesar de o empowerment ter ganho visibilidade e suas práticas terem se
incorporado recentemente às empresas, os seus princípios surgem na época de
Frederick Winslow Taylor (1856-1915), considerado o pai da Administração Científica.
Com a ascensão das ideias de produtividade do engenheiro americano Taylor, onde
fatores como tempo e padronização desempenhavam papel fundamental nas
indústrias que almejavam alta produção, o fator humano era negligenciado e
muitas vezes ignorado. Uma prova disso está na definição do que seria o
]'homem-boi", o funcionário perfeito para atividades industriais, segundo Taylor.
Outra teoria importante do campo administrativo
é a Teoria Clássica, cujo expoente foi o Engenheiro Francês Henri Fayol
(1841-1925). Nesta teoria, alguns preceitos básicos ao empowerment surgem, como a diferenciação de setores dentro de uma organização
e a função da liderança gerencial formal.
Elton Mayo (1880-1849) desenvolve aquilo
que seria a base para o empowerment se tornar uma tecnologia de engajamento
pessoal, com seus estudos que fazem parte da Teoria das Relações Humanas, por
volta de 1930. 
Entre outros estudos que ajudaram Mayo
em suas conclusões sobre o fator humano nas indústrias do século XX,
destacam-se os estudos realizados na fábrica Western Electric Company, localizada
na cidade de Hawthorne em Chicago (EUA).
Por último, em uma visão macro dos
acontecimentos, o estudo sobre a Teoria Geral dos Sistemas de Ludwig Von Bertalanffy
(1901-1972), desenvolvidos entre os anos de 1950 e 1968, delineariam as
características inconfundíveis da prática do empowerment.

## Requisitos
De acordo com Mills:
- Primeiro passo: Tolerância a erros
- Segundo passo: desenvolvendo a confiança
- Terceiro passo: visão
- Quarto passo: fixação de metas
- Quinto passo: avaliação
- Sexto passo: motivação
- Sétimo passo: Iniciativa

## Empoderamento e liderança
Quando falamos em empoderamento é impossível não o associarmos a liderança e cultura organizacional. É extremamente difícil usarmos técnicas tão eficazes e valiosas como o empoderamento se temos uma cultura organizacional baseada em tomadas de decisões centralizada. É importante informar as organizações de que, delegando não há perda de poder ou liderança; pelo contrário, os processos ficam mais eficazes e os colaboradores se sentem mais úteis, fazendo parte diretamente das tomadas de decisão. A orientação e motivação dos líderes para as vantagens do empoderamento é um dos primeiros passos a dar, face aos receios sobre delegação de poderes e de restrição da sua função à própria delegação. Um líder, além de delegar, tem a atribuição de criar mecanismos para que seu grupo ou equipe caminhe; proporcionar ferramentas necessárias à execução das atividades e a conclusão das tarefas e processos da sua empresa.
O empoderamento faz relação direta com a cultura organizacional e seus objetivos. Desta forma, o método utilizado, baseado nas Teorias X ou Y e nos sistemas administrativos (Autoritário coercitivo, autoritário benevolente, consultivo e participativo), são os co-agentes, determinando a eficiência e eficácia da utilização do empoderamento.

## Ciclo do empoderamento
Vantagens
- Por ter um propósito de descentralização, pode promover novos líderes, gerando oportunidades novas, e ampliar a visão, melhorando a tomada de decisões, melhorar o planejamento e execução das atividades fortalecendo também a confiança.
- Por partilhar a liderança, as pessoas se sentem motivadas a mudar, sendo assim, há uma melhoria geral no ambiente de trabalho.
- Estimula a cooperação, reforça a confiança de todos, utilizando a estratégia do ganha-ganha e todos “vestem a camisa” para uma empresa melhor.

Desvantagens
- Pode haver um desvio de foco, pelo fato da influência, por exemplo: Caso uma pessoa seja influenciada por pensamentos muito focados, egoístas e sem carater. Para implantar certas regras, é necessário que a empresa seja grande, para haver uma diversidade de pessoas. Por necessitar de uma demora na implementação as empresas não seguem com a atividade, sendo um esforço perdido.
- Excesso de delegação.

## Empowerment para Chiavenato
De acordo com Chiavenato, "uma organização é um conjunto de pessoas que
atuam juntas em uma criteriosa divisão de trabalho para alcançar um propósito
comum".
Partindo desta definição é possível
entender que em uma organização a atividade básica dos funcionários é
cooperarem entre si para gerarem resultados à organização, que até então não
seriam possíveis sem o trabalho coletivo.
Chiavenato, em seu livro "Cartas a
Jovem Administrador", fragmenta o empowerment em quatro importantes áreas,
que segundo ele integram o conceito geral desta técnica gerencial.
DAR IMPORTÂNCIA E DIGNIDIDADE ÀS PESSOAS
Nas palavras de Chiavenato isto quer
dizer: “… fazê-las se sentirem valiosas, necessárias, respeitadas,
fortalecidas, benquistas, aceitas e imprescindíveis”.
Esta tarefa é inerente ao administrador e
dependerá, em grande parte, da sua forma de relacionar-se com os seus
colaboradores. É algo assim como um relacionamento recíproco, onde alguém só
responderá positiva ou negativamente de acordo com o tratamento que receber
primeiro.
ORIENTAR AS PESSOAS
Trata-se de obter a colaboração por meio
da orientação e não da coerção. No tratamento coercitivo, com obediência cega
às ordens, os colaboradores reagem com um comportamento passivo e reativo. 
DESENVOLVIMENTO CONTINUADO DAS PESSOAS
Neste caso, o empowerment transforma as
pessoas em talentos, ao passo que elas aprendem a trabalhar em equipe. A ideia
principal é que o colaborador, devidamente treinado e orientado, passe a ser um
multiplicador de conhecimento e habilidades, ajudando a treinar e orientar os
outros colaboradores. Isto é aprendizado contínuo.
Se por um lado muitos patrões preferem
gastar o seu valioso tempo queixando-se da falta de mão de obra qualificada,
por outro, também há patrões empreendedores que deixaram de reclamar e passaram
a qualificar a mão de obra presente no seu quadro de funcionários, oferecendo
aos seus colaboradores a oportunidade de participarem em cursos preparatórios
de especialização, custeados pela própria empresa. A orientação despertará
neles um comportamento ativo e proativo.
DEFINIÇÃO DE OBJETIVOS CONSENSUAIS COM AS PESSOAS
Trata-se de definir, junto com a equipe,
os objetivos que deverão ser atingidos. Deve-se reforçar os objetivos, avaliar os
progressos, discuti-los com todos, corrigir possíveis falhas, fazer alterações,
obter sugestões, incentivar esforços e reconhecer o bom desempenho.